# Hoplocerambyx
Hoplocerambyx is een kevergeslacht uit de familie van de boktorren (Cerambycidae). De wetenschappelijke naam van het geslacht werd voor het eerst geldig gepubliceerd in 1864 door Thomson.

## Soorten
Hoplocerambyx omvat de volgende soorten:
- Hoplocerambyx abnormis Schwarzer, 1931
- Hoplocerambyx aramis Thomson, 1865
- Hoplocerambyx nitidus Thomson, 1865
- Hoplocerambyx severus Pascoe, 1869
- Hoplocerambyx spinicornis (Newman, 1842)